# 群馬スクールバス
群馬スクールバス株式会社（ぐんまスクールバス）は、群馬県伊勢崎市に本社を置く貸切バス事業者である。以前は乗合バス事業も行っていた。

## 過去の路線
コミュニティ路線 伊勢崎市循環バスゆうあい（旧赤堀町循環バス）
- 2008年3月31日 - 北循環／南循環の委託終了。